# Goofy's Fun House
Goofy's Fun House (La Super-Diver Casa de Goofy en español) es un videojuego protagonizado por Goofy para PlayStation.

## Trama
Goofy tiene que abrirse paso a través de 20 entornos diferentes, cada uno siendo parte de una casa de la risa gigantesca que incluye el juego. Goofy's Fun House está lleno de enigmas y desafíos para los jugadores más jóvenes. Una vez que Goofy completa un par de niveles, comenzará a desbloquear otros personajes de Disney que le ayudarán a través de las etapas posteriores del juego. Hay minijuegos como minigolf, la pesca, el esquí y buceo (con base en sus caricaturas de Cómo...).
Después de que Goofy completa cada minijuego, se desbloquearán algunos dibujos animados de su serie de cortometrajes. Los cortometrajes desbloqueables incluyen The Art of Skiing (1941), The Art of Self Defense (1941), How to Fish (1942), How to Play Golf (1944), The Big Wash (1948), y Man's Best Friend (1952).